# Юзбашян, Карен Никитич
Каре́н Ники́тич Юзбашя́н (арм. Կարեն Նիկիտայի Յուզբաշյան; 6 января 1927, Тифлис — 5 марта 2009, Санкт-Петербург) — советский, армянский и российский историк, специалист по истории средневековой Армении и Византии, переводчик сочинений средневековой армянской историографии, доктор исторических наук.
Наиболее известные работы Карена Никитича: критическое издание древнеармянского «Повествования» Аристакеса Ластивертци — важнейшего источника по социальной и политической истории Армении XI века (армянское издание: 1963; русский перевод: М., 1968; французский: Брюссель, 1973), очерк «Армянские рукописи» (1987), монография «Армянские государства эпохи Багратидов и Византия в IX—XI вв.» (М., 1988).

## Биография
Карен Юзбашян родился в Тифлис в семье архитектора, руководителя Ереванских трамвайных линий Никиты Моисеевича Юзбашяна. В 1946—1948 гг. учился на историческом факультете Ереванского университета, в 1948—1951 гг. — на историческом факультете Ленинградского университета.
В 1955—1958 гг. работал заведующим в Институте древних рукописей «Матенадаран» АН Армянской ССР, а с 1958 г. — в Ленинградском отделении Института востоковедения Академии наук СССР.
В 1981—1991 гг. был председателем отделения Палестинского общества в Ленинграде, организовав за это время 5 научных конференций (в том числе и международных).
В 1990—1995 гг. Карен Никитич был депутатом Верховного Совета Армении. В последние годы Юзбашян преподавал на Восточном факультете Санкт-Петербургского университета, а также в ряде европейских университетов.
Карен Никитич Юзбашян скончался 5 марта 2009 года, похоронен на Смоленском армянском кладбище в Ленинграде.

### Императорское Православное Палестинское общество
Много сил отдавал К. Н. Юзбашян работе в Императорском Православном Палестинском Обществе. Начиная с 1960-х годов, его труды регулярно печатались в «Палестинском сборнике». Один из недавних выпусков «Православного Палестинского сборника» был полностью посвящён публикации фундаментального каталога «Армянские рукописи в петербургских собраниях» (Вып. 104. СПб., 2005). В 1981—1991 гг. Карен Никитич был председателем отделения Палестинского общества в Ленинграде. В 1990 году он совершил паломничество в Святую Землю, где участвовал в составе делегации РПО в Иерусалимском форуме «Представители трех религий за мир на Ближнем Востоке».
К. Н. Юзбашян известен как авторитетный свидетель и историк жизни Российского Палестинского Общества при АН СССР. Помимо нескольких юбилейных публикаций в «Палестинском сборнике», связанных с годовщинами Общества, ему принадлежит исторический очерк «Палестинское Общество — страницы истории», написанный в 1984 г. и опубликованный в 2000 г. Статья Карена Юзбашяна «О деятельности РПО в составе Академии наук в период 1917—1991 гг.» готовится к изданию в «Указателе трудов ИППО: 1881—2008 гг.».

## Публикации
1950-е
- Юзбашян К. Н. Тондракитское движение в Армении и павликияне // Известия Академии наук Армянской ССР. — Ереван, 1956. — № 9.
- Юзбашян К. Н. Классовая борьба в Византии в 1180—1204 гг. и четвертый крестовый поход. — Ереван, 1957.

- Юзбашян К. Н. Варяги и прония в «Повествовании» Аристакеса Ластивертци // Византийский временник. — М.—Л., 1959. — Т. 16 (41). — С. 14—28. Архивировано 2 октября 2013 года.

1960-е
- Юзбашян К. Н. Дейлемиты в «Повествовании» Аристакэса Ластивертци // Палестинский сборник. — М.—Л., 1962. — Вып. 7 (70).
- Юзбашян К. Н. Академик Иосиф Абгарович Орбели / Ответственный редактор К. В. Тревер. — М.: Наука, 1964.
- Агаджанов С. Г., Юзбашян К. Н. К истории тюркских набегов на Армению в XI в. // Палестинский сборник. — 1965. — № 3. — С. 144—158.
- Юзбашян К. Н. Греческая надпись патрикия Григория KHXKATZI (1006/1007 гг.) и проблема авторства «Стратегикона» // Эллинистический Ближний Восток, Византия и Иран — история и филология. Сборник в честь Н. В. Пигулевской. — М., 1967.
- Повествование вардапета Аристакэса Ластивертци / Перевод с древнеармянского, вступительная статья, комментарий и приложения К. Н. Юзбашяна. Ответственный редактор Р. Р. Орбели. — М.: Издательство «Наука», Главная редакция восточной литературы, 1968. — (Памятники письменности Востока, вып. XIV).

1970-е
- Егише. О Вардане и войне армянской (перевод с древнеармянского акад. И.А. Орбели, подготовка к изданию, предисловие и примечания К.Н. Юзбашяна). — Восточная литература, 1971.
- Юзбашян К. Н. Анийская рукопись 1298 г. // Вестник Ереванского университета. — 1971. — № 2.
- Юзбашян К. Н. Экскуссия в армянской надписи 1051 г. // Палестинский сборник. — М.—Л., 1971. — Вып. 23 (86).
- Юзбашян К. Н. К происхождению имени «павликиане». — М.: ВО, 1971.
- Юзбашян К. Н. К хронологии правления Гагика I Багратуни (недоступная ссылка — история) // Античная древность и средние века. — Свердловск, 1973. — Вып. 10. — С. 195—197.
- Юзбашян К. Н. Памятные записи армянских средневековых рукописей // Литературная Армения. — Ереван, 1973. — № 9.
- Мурадян П., Юзбашян К. Новооткрытый фрагмент «Истории» Лазара Парпеци (арм.) // Вестник Матенадарана. — Ереван, 1973. — Թիվ 11.
- Юзбашян К. Н. Завещание Евстафия Воиры и вопросы фемной администрации «Иверии» // Византийский временник. — Л.—М., 1974. — Т. 36.
- Yuzbashian K. N.  = L’administration byzantine en Armenie aux Xe-XIe siecles. — Revue des Études Arméniennes. — Paris, 1973—1974. — Vol. X.
- Юзбашян К. Н. «Экскуриальский тактикон» — новый византийский источник по истории Армении // Вестник общественных наук АН Армянской ССР. — Ереван, 1975. — № 5.
- Юзбашян К. Н. Армения «эпохи Багратидов» в международно-правовом аспекте // Историко-филологический журнал. — 1975. — № 1.
- Юзбашян К. Н. «Повествование» Аристакэса Ластивертци и закат «эпохи Багратидов» / Автореферат докторской диссертации. — Л., 1975.
- Юзбашян К. Н. Рецензия: А. П. Каждан. Армяне в составе господствующего класса Византийской империи. Ереван, 1975 // Византийский временник. — Л.—М., 1978. — Т. 39.
- Юзбашян К. Н. Архитектурная тема в армянской средневековой историографии // Второй симпозиум по армянскому искусству. Тезисы докладов. — Ереван, 1978. — Т. III. — С. 30—31.
- Юзбашян К. Н. Скилица о захвате Анийского царства в 1045 г. // Византийский Временник. — 1979. — Т. 40 (65). — С. 76—91. Архивировано 6 июля 2015 года.

1980-е
- Yuzbašyan K. N.  = Une nouvelle hypothese sur l’origine de l’alphabet armenien. — Revue des Études Arméniennes. — Paris, 1983. — Vol. XVII. — P. 625.
- Юзбашян К. Н. Новый словарь гайканского языка // Литературная Армения. — Ереван, 1985. — № 6. — С. 94—101.
- Юзбашян К. Н. Академик Иосиф Абгарович Орбели. 1887—1961 / Ответственный редактор Ю. А. Петросян. — М.: Издательство «Наука», Главная редакция восточной литературы, 1986.
- Юзбашян К. Н. Армянские рукописи // Рукописная книга в культуре народов Востока. — М.: Наука, 1987. — Т. Книга первая. — С. 145—176.
- Акопян А. А., Мурадян П. М., Юзбашян К. Н. К изучению истории Кавказской Албании (по поводу книги Ф. Мамедовой «Политическая история и историческая география Кавказской Албании (III в. до н. э. — VIII в. н. э.)» // Историко-филологический журнал. — Ереван, 1987. — № 3. — С. 166—189. — ISSN 0135-0536.
- Юзбашян К. Н. Иосиф Орбели — арменист (арм.) // Историко-филологический журнал  / резюме на русском языке. — Ереван, 1987. — Թիվ 1. — Էջ 11—22.
- Юзбашян К. Н. Армянские государства эпохи Багратидов и Византия IX—XI вв. — М.: Издательство «Наука». Главная редакция восточной литературы, 1988.
- Yuzbashian K.  = Review of Mountainous Karabagh: Historical Handbook. — Yerevan: Lraber, 1989. — Vol. 10.

1990-е
- Изведать дороги и пути праведных. Пехлевийские назидательные тексты / Введение, транскрипция текстов, перевод, комментарий и глоссарий О. М. Чунаковой. Ответственный редактор К. Н. Юзбашян. — М.: Издательство «Наука». Главная редакция восточной литературы, 1991. — 192 с. — (Памятники письменности Востока, вып. XCIV). — ISBN 5-02-016762-2.
- Хосроев А. Л. Александрийское христианство по данным текстов из Наг Хаммади (II, 7; VI, 3;. VII, 4; IX, 3) / Ответственный редактор К. Н. Юзбашян. — М.: Издательство «Наука». Главная редакция восточной литературы, 1991. — 276 с.
- Yuzbashian K.  = La Caucase et les Sassanides. — Il Caucaso: Cerniera fra Cultura dal Mediterraneo alla Persia (Secoli IV—XI), Settimane di Studio del Centro Italiano di Studi sull’alto Medioevo. — Spoleto, 1996. — Vol. 43. — P. 143—167.

2000-е
- Юзбашян К. Н. Палестинское общество — страницы истории // Исторический вестник. — 2000. — № 7.
- Юзбашян К. Н. Армянская эпопея V века: От Аварайрской битвы к соглашению в Нуарсаке. Елишэ. Слово о войне Армянской / Пер. с древнеармян. И. А. Орбели. — ИД XXI век — Согласие, 2001. — 344 с.
- Юзбашян К. Н. Армянские рукописи в петербургских собраниях. Каталог // Православный Палестинский сборник. — СПб.: Дмитрий Буланин, 2005. — Вып. 41 (104). — С. 3—16.